# Untere Ohre
Untere Ohre este o arie protejată (arie specială de conservare — SAC, sit de importanță comunitară — SCI) din Germania întinsă pe o suprafață de 39,4 ha, integral pe uscat.

## Localizare
Centrul sitului Untere Ohre este situat la coordonatele 52°15′48″N 11°32′24″E / 52.2633°N 11.54°E.

## Înființare
Situl Untere Ohre a fost declarat sit de importanță comunitară în octombrie 2000 pentru a proteja 8 specii de animale. Situl a fost protejat și ca arie specială de conservare în decembrie 2018.

## Biodiversitate
Situată în ecoregiunea continentală, aria protejată conține 2 habitate naturale: Cursuri de apă de la nivel de câmpie la nivel montan, cu vegetație Ranunculion fluitantis și Callitricho-Batrachion, Liziere de ierburi înalte hidrofile de câmpie și de nivel montan până la alpin.
La baza desemnării sitului se află mai multe specii protejate:
- mamifere (3): castor (Castor fiber), vidră de râu (Lutra lutra), liliac comun (Myotis myotis)
- nevertebrate (1): Ophiogomphus cecilia
- pești (4): avat (Aspius aspius), Cobitis taenia Complex, țipar (Misgurnus fossilis), boarță (Rhodeus amarus)

Pe lângă speciile protejate, pe teritoriul sitului au mai fost identificate 1 specie de amfibieni, 5 specii de mamifere, 5 specii de pești, 2 specii de reptile.